# Colias aurorina
Colias aurorina är en fjärilsart som beskrevs av Herrich-Schäffer 1850. Colias aurorina ingår i släktet Colias och familjen vitfjärilar. Inga underarter finns listade i Catalogue of Life.

## Bildgalleri

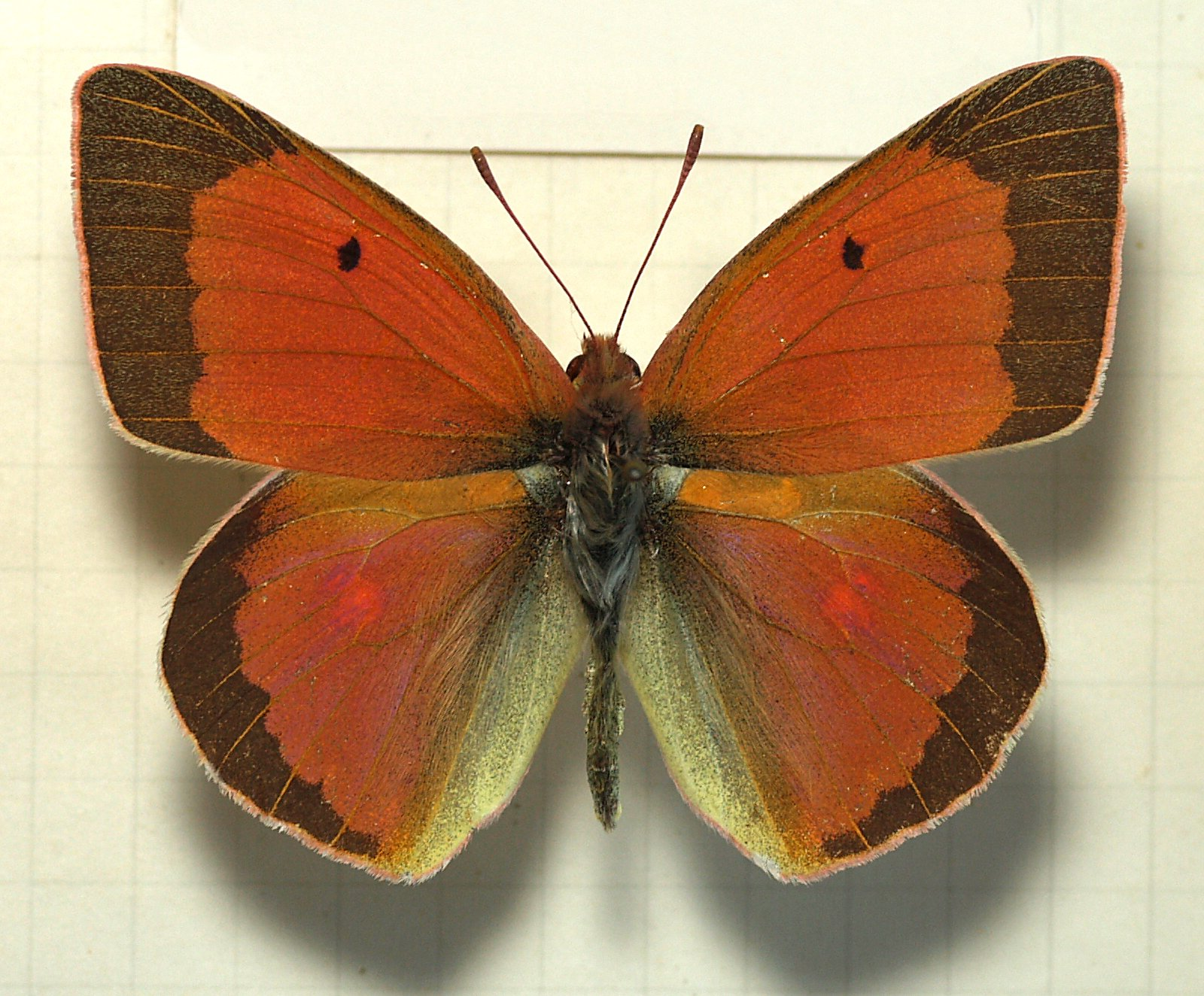